# If Everyone Cared
«If Everyone Cared» — это шестой сингл канадской рок-группы Nickelback из альбома All the Right Reasons. Первый релиз состоялся в Великобритании 27 ноября 2006 года, через день сингл был выпущен в Австралии. 7 января 2007 года композиция попала в ARIA Singles Chart Top 40. Вскоре появились релизы сингла и в других странах мира. В конце января 2007 года композиция дебютировала в чарте Billboard Hot 100 под #50 и, в итоге, дошла до позиции #17. Также сингл занял #1 в чарте Billboard Hot Adult Top 40 Tracks, а видео к нему достигло #9 в VH1's Top 40 Videos по итогам 2007 года.
Группа заявила, что все доходы от продаж цифровой версии сингла пойдут в поддержку благотворительной деятельности организаций Международная амнистия и Международная забота о детях (International Children’s Awareness Canada). Данный шаг полностью соответствует тематике песни о том, чтобы быть более заботливым по отношению к окружающим людям ради блага всего человечества. По состоянию на 12 января 2008 года, песня была скачана 1.110.819 раз только в США.
Обложка сингла исполнена в похожем ключе, как у альбома Please Please Me группы The Beatles.

## Видеоклип
Режиссёром видеоклипа выступил Дори Осковиц, продюсером — Джастин Кронкайт. Съёмки проходили в Ванкувере, готовый ролик был сфабрикован в Лос-Анджелесе.
Начинается ролик с того, как группа Nickelback исполняет эту песню в студии. Время от времени это прерывается показом фото- и видеослайдов, на которых изображаются реальные люди, которые своими действиями способствовали изменению обстановки в мире к лучшему. В частности, упоминаются Бетти Уильямс, которая организовала марш из 35.000 человек в поддержку установления мира в Северной Ирландии; Боб Гелдоф, известный как организатор международных благотворительных музыкальных фестивалей Live Aid; Питер Бененсон, основавший правозащитную организацию Международная амнистия; Нельсон Мандела, привёдший к уничтожению режима апартеида в Южной Африке, практиковавшегося здесь на протяжении 46 лет. В конце ролика приводится цитата Маргарет Мид: «Never doubt that a small group of committed people can change the world. Indeed, it is the only thing that ever has», что на русский язык можно перевести следующим образом: «Можете не сомневаться в том, что небольшая группа людей, преданных своему делу, способна изменить этот мир. В действительности, именно это всегда и происходило (в истории)».

## Официальный релиз
- If Everyone Cared (альбомная версия) — 3:38
- Too Bad (акустика)
- Someday (акустика)

## Чарты
| Название чарта                               | Пиковая позиция |
| -------------------------------------------- | --------------- |
| U.S. Billboard Hot 100                       | 17              |
| U.S. Billboard Pop 100                       | 12              |
| U.S. Billboard Hot Mainstream Rock Tracks    | 37              |
| U.S. Billboard Hot Adult Contemporary Tracks | 17              |
| Canadian Singles Chart                       | 2               |
| Canadian Hot 100                             | 7               |
| Slovak Airplay Chart                         | 9               |
| Austrian Singles Chart                       | 12              |
| Swiss Singles Chart                          | 19              |
| German Singles Chart                         | 18              |
| Netherlands Singles Chart                    | 99              |
| Belgian Singles Chart                        | 7               |
| Polish Singles Chart                         | 26              |
| Australian ARIA Singles Chart                | 32              |

### По итогам года
| Год  | Чарт                 | Позиция |
| ---- | -------------------- | ------- |
| 2007 | German Singles Chart | 95      |
| 2007 | Россия (Европа Плюс) | 12      |

## Исполнение
- Чед Крюгер — вокалист, ритм-гитара
- Райан Пик — соло-гитара, пианино, бэк-вокал
- Майк Крюгер — бас-гитара
- Дэниел Адэр — барабаны